# Nédon
Nédon ist eine französische Gemeinde mit 156 Einwohnern (Stand 1. Januar 2022) im Département Pas-de-Calais in der Region Hauts-de-France; sie gehört zum Arrondissement Arras und zum Kanton Saint-Pol-sur-Ternoise.

## Bevölkerungsentwicklung
- 1962: 160
- 1968: 174
- 1975: 159
- 1982: 186
- 1990: 152
- 1999: 140
- 2007: 160